# Microspio armata
Microspio armata är en ringmaskart som beskrevs av Thulin 1957. Microspio armata ingår i släktet Microspio och familjen Spionidae. Inga underarter finns listade i Catalogue of Life.